# 岩手ホテルアンドリゾート
株式会社岩手ホテルアンドリゾート（いわてホテルアンドリゾート）は、岩手県盛岡市に本社を置き、リゾート（安比高原）および周辺施設の誘致、開発、運営を営む企業である。

## 沿革
- 1965年 - 盛岡グランドホテルを開業する。
- 1977年 - 盛岡グランドホテルが商号を株式会社岩手観光ホテルに変更する。
- 1980年 - リクルート社を筆頭株主として、第3セクターの安比総合開発株式会社[2]を設立する。岩手ホテルアンドリゾート設立年とする。
- 2000年 - 岩手観光ホテルと安比総合開発を統合して株式会社岩手ホテルアンドリゾートを設立する。
- 2003年4月 - リクルートは、保有する岩手ホテルアンドリゾートの全株式を加森観光へ譲渡[3]する。
- 2016年6月 - 株式会社アジアゲートホールディングスが、ラオックス社長の羅怡文、海外投資家らと共に、岩手ホテルアンドリゾートの全株式を加森観光から取得[4][5][6]する。
- 2019年5月 - 株式会社アジアゲートホールディングスは、株式会社岩手ホテルアンドリゾートを保有する完全子会社で香港の創進国際投資有限公司について、その発行済全株式と貸付債権（貸付金）をサモアのAllied Crown Investment Limitedへ譲渡し、対価としてサモアのTrue Harmonic Group Limitedの全株式を取得[7]する。
- 2021年4月 - ホテルチェーン「インターコンチネンタルホテルズグループ (IHG)」とフランチャイズ契約を締結[8][9]する。
- 2021年12月16日 - ホテル安比グランドを「ANAクラウンプラザリゾート」、安比ヒルズ白樺の森と安比高原温泉ホテルを「ANAホリデイ・インリゾート」[10]へ、それぞれ転換する。
- 2022年2月 - 地上4階建てホテル「ANAインターコンチネンタルリゾート」を新設[10]する。
  - 8月29日、安比高原にハロウ安比校を開校

## 運営施設一覧
盛岡地区
- 盛岡グランドホテル
- 盛岡グランドホテルアネックス
- メイプルカントリークラブ

安比高原
- 安比高原スキー場

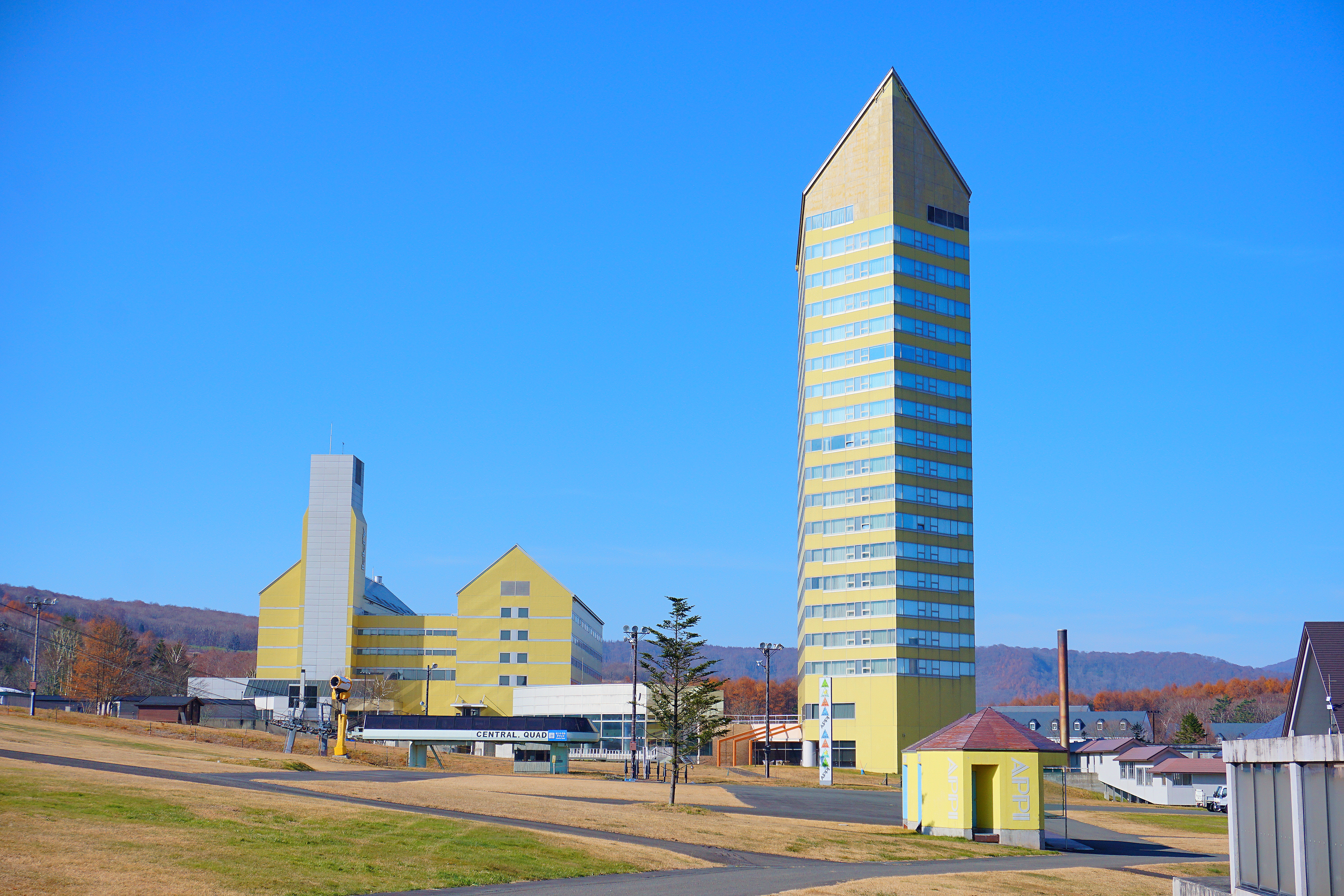
ANAクラウンプラザリゾート安比高原
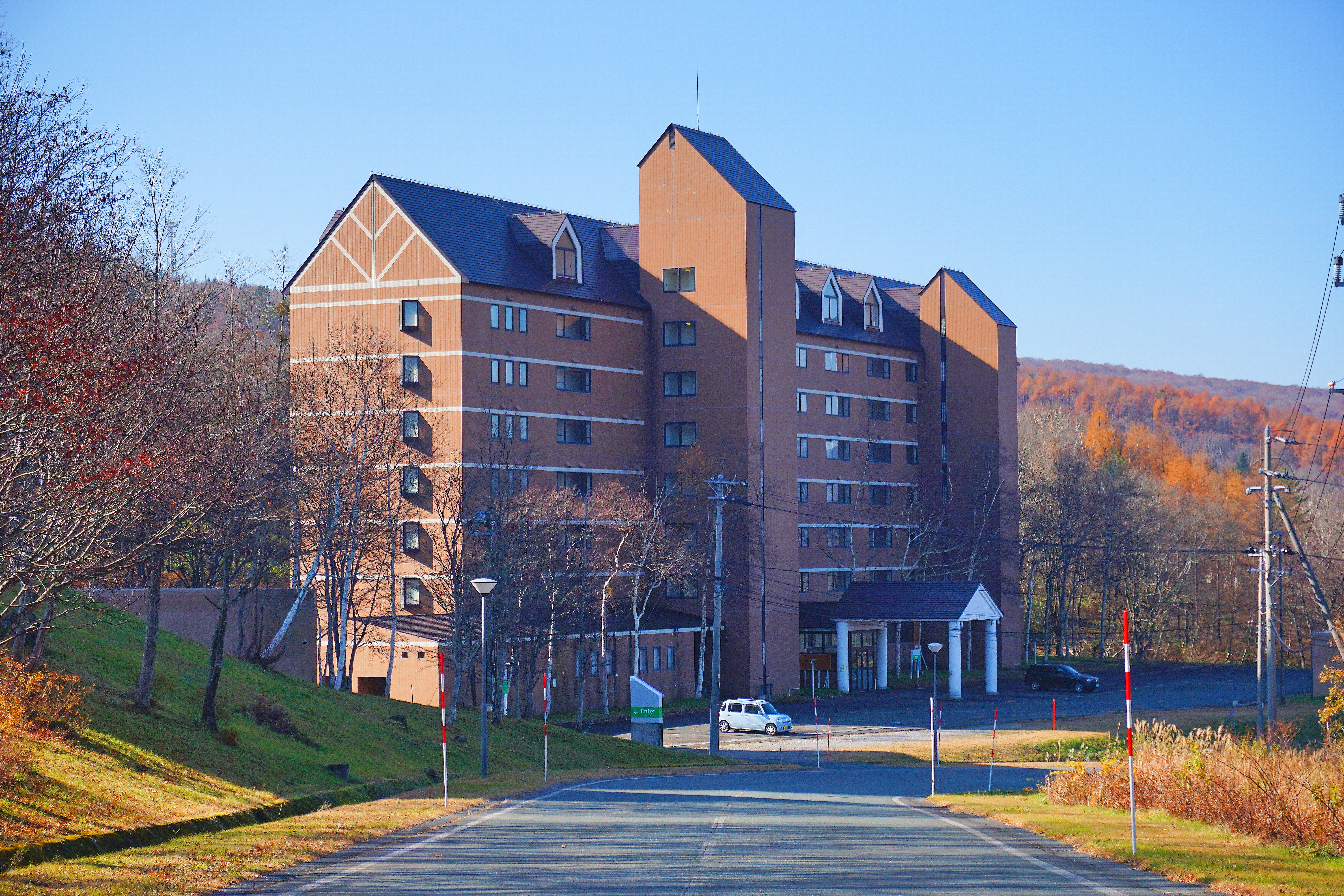
ANAホリデイ・インリゾート安比高原
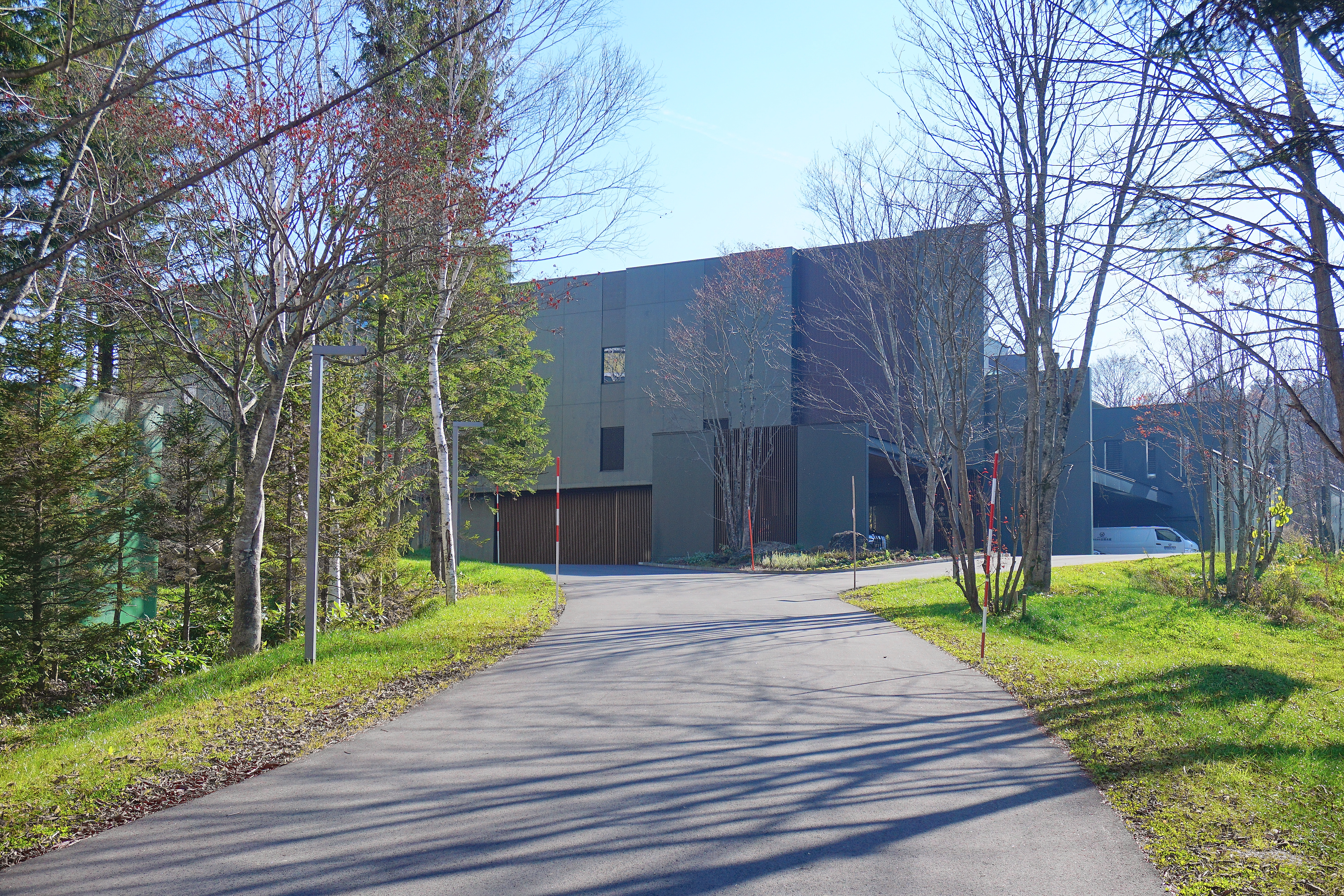
ANAインターコンチネンタル安比高原リゾート
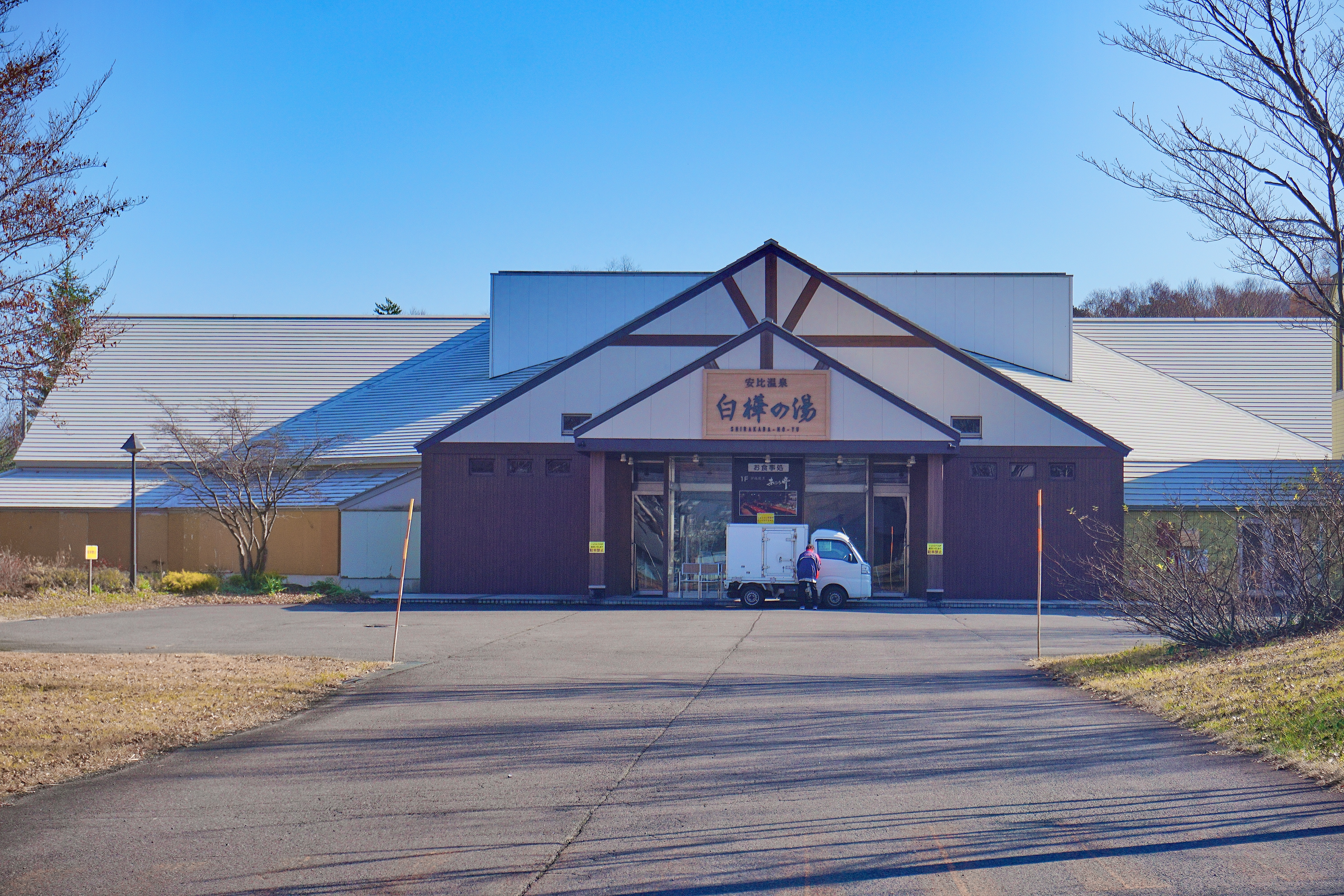
安比温泉 白樺の湯
- 安比の森
- 安比高原ゴルフクラブ
- 安比高原テニスクラブ
- メイプルカントリークラブ
- ローソン安比高原店
- いわて花巻空港レストラン安比高原

- ANAクラウンプラザリゾート安比高原
- ANAホリデイ・インリゾート安比高原
- ANAインターコンチネンタル安比高原リゾート
- 安比温泉 白樺の湯

## ハロウ安比校

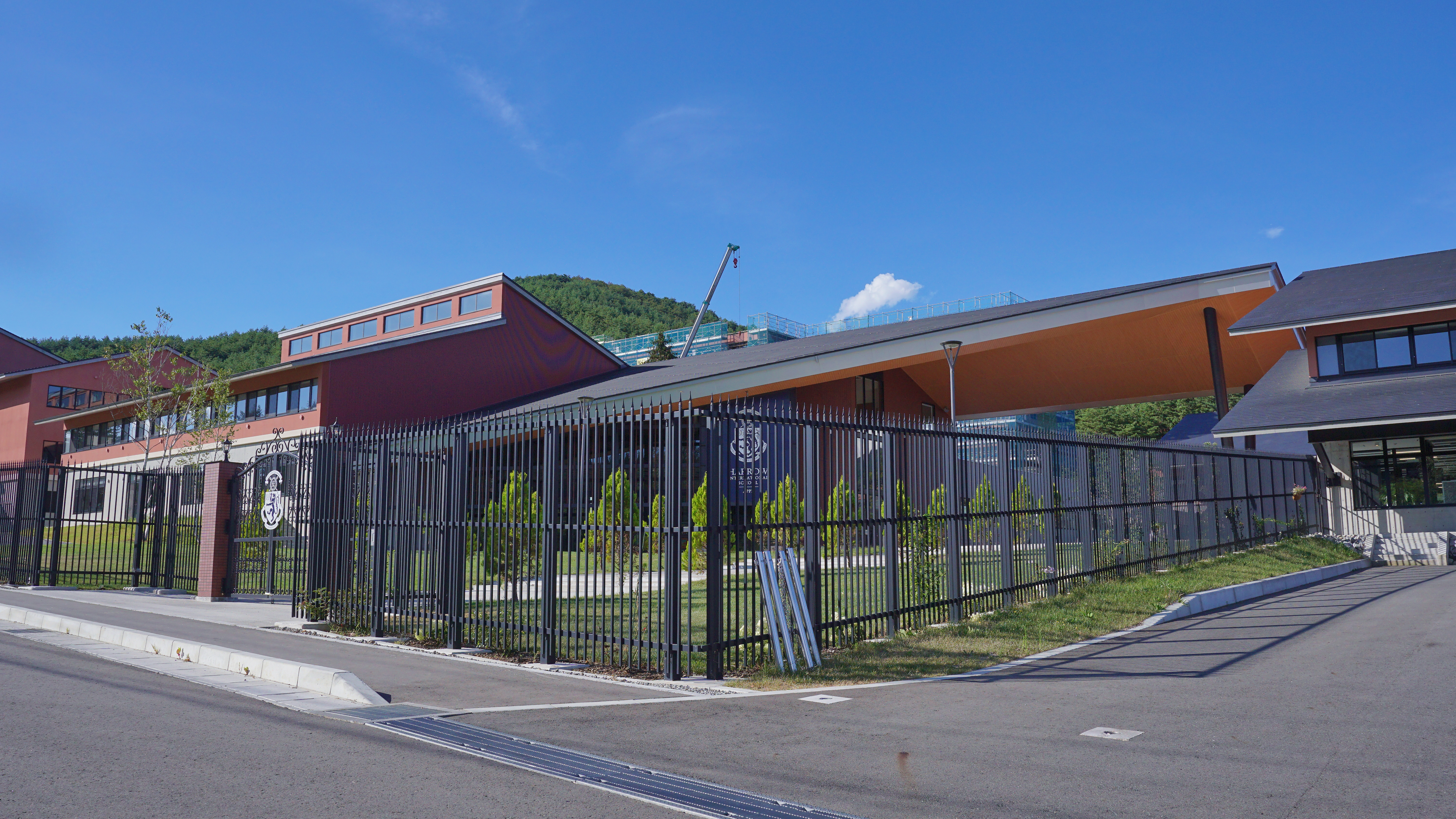
ハロウ安比校

英国式中華系インターナショナルスクール、ハロウスクールと提携し、安比高原に日本初の同校の分校を誘致し、2022年に開校した。そのため、同校の経営陣に当社の役員数名が参画している。